# Radenac
Radenac é uma comuna francesa na região administrativa da Bretanha, no departamento Morbihan. Estende-se por uma área de 21,89 km². Em 2010 a comuna tinha 1 077 habitantes (densidade: 49,2 hab./km²).